# 羽部
羽部（）（旧字体: 羽）は、羽根や翼を意味する漢字の部首。
康熙字典214部首では124番目に置かれる（6画の7番目、未集の7番目）。

## 概要
「羽（羽）」字は鳥の翼上にある長い毛である羽根を意味し、その形に象る。引伸して広く鳥毛全般を指し、また翼を意味することもある。さらに鳥類の代称、羽根を使った道具である矢・舞具・扇、五声の1つなどを意味する。
なお『説文解字』には短い毛である羽毛に相当する字も収録されているが、現在は使われていない。
偏旁の意符としては鳥や翼、鳥が飛ぶことに関することを示す。
羽部はこのような意符を構成要素に持つ漢字を収める。

## 字体差
偏旁の「羽」の筆画は歴史的・地理的に細かく異なっている。曲がった羽根の主軸から毛が出た形であり、篆書では左下に向かって三本ずつの長い斜めの画が出ており、隷書ではこれが2本の横画となる。このとき主軸である1画目と毛の2・3画目は離れるようになったものが多いが、冠の位置ではヨヨの形となり、くっついて書かれるものが多い。唐代の楷書碑文を見ると、旁の位置では「羽」のように主軸部分の1画目の最後をはねた鈎状、毛部分の2画目・3画目を点とはねの形とする。冠の位置では旁と同形とすることもあるが、「曜」のように1画目の最後ははねずに止め、2画目・3画目を2つの横画とする隷書と同じくヨヨ形とすることも多い。
印刷書体（明朝体）では、康熙字典が篆書に倣い2画目・3画目を2つの払いにする形を採用した。2払いは旁・冠に関わらず同形であるが、1画目の最後は、旁の位置にあるときははねる鈎状であり、冠の位置にあるときは止めた棒状である。
中国の新字形は、2・3画目を点はねにする形を採用したが、1画目の最後は旁の位置で鈎状、冠の位置で棒状である。
台湾の国字標準字体・香港の常用字字形表も2・3画目は点はねを採用するが、1画目の最後は旁・冠にかかわらず鈎状とする。つまり、どの位置であっても同じ字形である。ただしコンピュータ上でWindowsが標準搭載するフォント細明體・新細明體 (PMingLiU・MingLiU) は5.03版（Windows Vista標準）以降でないとこれに対応しておらず、それ以前の版では康熙字典体で表される。
日本の新字体においては、旁・冠に限らず1画目の最後を鈎状、2・3画目を点はねとすることがほとんどであるが、「曜」や「耀」「燿」のような字はヨヨを採用している。ただしこの形が適用されるのは『常用漢字』及び『人名用漢字』のみであり、表外字については2000年の『表外漢字字体表』では原則として康熙字典体に従っているため、例えば「翔」と「挧」のように同じような構造の字で字形が異なることも起きている。
| 康熙字典 韓国 | 日本 | 中国 | 台湾 香港 |
| ------------- | ---- | ---- | --------- |
| 翔            | 翔   | 翔   | 翔        |
| 翊            | 翊   | 翊   | 翊        |
| 翌            | 翌   | 翌   | 翌        |
| 曜            | 曜   | 曜   | 曜        |

## 部首の通称
- 日本語：はね
- 中国語：羽字旁・羽字底・羽字頭
- 朝鮮語：깃우부（git u bu、はねの羽部）
- 英語：Radical feather

## 部首字
羽（羽）
- 中古音
  - 広韻 - 玉矩切、麌韻、上声
  - 詩韻 - 麌韻、上声
  - 三十六字母 - 喩母三等
- 現代音
  - 普通話 - 拼音: yǔ 注音: ㄩˇ ウェード式:yü3
  - 広東語 - 粤拼: jyu5 イェール式:yu5
- 日本語 - 音：ウ（漢音・呉音） 訓：はね
- 朝鮮語 - 音：우(u) 訓：깃（git、はね）

## 例字
- 羽（羽）
- 3:羿、4翁（翁）・翅、5:習（習）・翌（翌）・翊・翏・翎、6:翕・翔（翔）、7:翛、8:翠（翠）・翣・翟・翡、9:翫・翬・翥・翦・翩、10:翮・翰（翰）、11:翳・翼、12:翹・翻（飜→飛部）、13:翾、14:翿・耀（耀）